# Gwen Graham
Gwendolyn Graham, detta Gwen (Miami Lakes, 31 gennaio 1963), è una politica statunitense, membro della Camera dei Rappresentanti per lo stato della Florida dal 2015 al 2017.

## Biografia
Nata a Miami Lakes, la Graham è figlia dell'ex senatore e governatore della Florida Bob Graham. Dopo la laurea in legge all'American University, la Graham lavorò come avvocato e nel frattempo fu molto attiva in politica seguendo le campagne elettorali di suo padre.
Entrata in politica in prima persona con il Partito Democratico, nel 2014 si candidò alla Camera dei Rappresentanti sfidando il deputato repubblicano Steve Southerland. La campagna fu molto accesa e alla fine la Graham riuscì a prevalere su Southerland. Questa vittoria segnò un record importante poiché in quella tornata elettorale la Graham fu una dei soli due democratici che riuscirono a sconfiggere un deputato repubblicano in carica.
Due anni dopo la Graham annunciò la propria intenzione di non chiedere la rielezione, per via della ridefinizione dei distretti congressuali che aveva reso il suo estremamente favorevole ai repubblicani, così lasciò la Camera dopo un solo mandato.
Dopo il divorzio dal primo marito, con il quale aveva avuto tre figli, la Graham si è risposata in seconde nozze.